# Nattvardstjärnen
Nattvardstjärnen är en sjö i Sundsvalls kommun i Medelpad och ingår i Indalsälvens huvudavrinningsområde. Sjön har en area på 0,0793 kvadratkilometer och ligger 297,2 meter över havet.

## Delavrinningsområde
Nattvardstjärnen ingår i det delavrinningsområde (697218-155774) som SMHI kallar för Utloppet av Långtjärnen. Medelhöjden är 321 meter över havet och ytan är 8,01 kvadratkilometer. Räknas de 6 avrinningsområdena uppströms in blir den ackumulerade arean 33,81 kvadratkilometer. Kvarnån (Näckån) som avvattnar avrinningsområdet har biflödesordning 2, vilket innebär att vattnet flödar genom totalt 2 vattendrag innan det når havet efter 78 kilometer. Avrinningsområdet består mestadels av skog (80 procent). Avrinningsområdet har 0,2 kvadratkilometer vattenytor vilket ger det en sjöprocent på 2,5 procent.